# أحمد الشايب
أحمد محمود الشايب (1314- 1391 هـ / 1896- 1971 م) باحث وناقد مصري، وأستاذ جامعي، وأديب شاعر.

## سيرته
ولد أحمد محمود الشايب في قرية شبرا بخوم مركز قويسنا، في محافظة المنوفية، يوم الاثنين 24 صفر 1314هـ الموافق 3 أغسطس 1896م. أنهى تعليمه العام، ثم التحق بمدرسة دار العلوم بالقاهرة، وتخرج فيها عام 1918.
بدأ حياته العملية عام 1919 مدرسًا بمدرسة بنها الابتدائية، ثم انتقل في عام 1922 إلى القاهرة، وعمل بمدرسة الحسينية الابتدائية مدَّة عام، انتقل بعدها إلى الإسكندرية وعمل مدرسًا للغة العربية بمدرسة العباسية الثانوية حتى 1929، ثم انتقل للتدريس بكلية الآداب في جامعة فؤاد الأول (جامعة القاهرة)، وتدرَّج في عمله إلى أن أصبح وكيلًا للكلية، ثم شغل منصب أستاذٍ لكرسي الأدب العربي حتى رحيله.
يعدُّ من الرعيل الذي حصل على لقب الأستاذية (في الجامعة) دون أن يحصل على درجة الدكتوراه، ومن شعراء شباب ثورة 1919، وأدباء الإسكندرية أيضًا.

أحمد الشايب في شبابه

## آثاره
1. البهاء زهير، مطبعة الإسكندرية، 1347هـ/ 1929م.
2. الأسلوب، دراسة بلاغية وتحليلية لأصول الأساليب الأدبية، 1939.
3. أصول النقد الأدبي، 1940.
4. تاريخ الشعر السياسي إلى منتصف القرن الثاني الهجري، 1945. مكتبة النهضة المصرية بالقاهرة، ط5، 1396هـ/ 1976م.
5. تاريخ النقائض في الشعر العربي، 1946.[2]

6. زهير بن أبي سُلمى.
7. الإمام علي بن أبي طالب.
8. الشيخ محمد عبده.
9. الشريف الرضي.
10. ابن حمديس الصقلي.
11. جرير.
12. الأخطل.

### شعره
له قصائد منشورة فــي صحف ودوريات عصره، والمُتاح منها قليل جدًّا، منه:
قصيدة (إليك يا والدي) نظمها في مدح أبيه، حافظ على وحدة الموضوع والجو النفسي الذي يصور عاطفة قوية ممتزجة بكثير من الفخر تجاه والده. لغتها سلسة، وصورها كلية معبرة عن فكرتها. نشرت في جريدة سفينة الأخبار، طنطا، العدد 813، مارس 1939.
وله قطعة شعرية من 3 أبيات، نشرت في مجلة كلية اللغة العربية، شبين الكوم.

### كتب عنه
أحمد الشايب ناقدًا، للدكتور أحمد درويش، ضمن سلسلة نقَّاد الأدب، الهيئة المصرية العامَّة للكتاب، 1994.

## تكريمه
- مُنح رتبة البكوية عام 1951، في مناسبة العيد الفضي لجامعة الملك فؤاد الأول (القاهرة حاليًّا).[3]

## وفاته
توفي في القاهرة، يوم الأربعاء 29 رمضان 1391هـ الموافق 17 نوفمبر (تشرين الثاني) 1971م، عن خمس وسبعين سنة.